# Aldea Spatzenkutter
Aldea Spatzenkutter é uma junta de governo da Entre Ríos, na Argentina.